# Diz que tem
Diz que tem é um samba-batuque de Vicente Paiva e Aníbal Cruz, gravado pela cantora e atriz Carmen Miranda em 2 de setembro de 1940 e lançado em outubro do mesmo ano. Foi lançado por ocasião da última temporada artística de Carmen no Brasil, quando ela se apresentou no Cassino da Urca, no Rio de Janeiro. Na época, foi acusada de ter se 'americanizado' após transferir-se para os Estados Unidos.

## Antecedentes
Em 1940, Carmen Miranda lançou quatro músicas especialmente compostas para responder às críticas de que havia voltado americanizada. Entre elas estão: "Voltei para o morro", samba de Luiz Peixoto e Vicente Paiva; "Diz que tem", samba de Vicente Paiva e Aníbal Cruz; "Disso é que gosto", choro de Luiz Peixoto e Vicente Paiva; e a óbvia "Disseram que Voltei Americanizada", samba de Luiz Peixoto e Vicente Paiva.